# Episodi de Il medico di campagna (decima stagione)
La decima stagione della serie televisiva Il medico di campagna è stata trasmessa in anteprima in Germania dalla ZDF tra il 7 settembre 2001 e il 7 dicembre 2001.
| nº | Titolo originale            | Titolo italiano | Prima TV Germania | Prima TV Italia |
| -- | --------------------------- | --------------- | ----------------- | --------------- |
| 1  | Stiller Abschied            |                 | 7 settembre 2001  |                 |
| 2  | Glück im Spiel              |                 | 21 settembre 2001 |                 |
| 3  | Hochzeitsbesuch             |                 | 28 settembre 2001 |                 |
| 4  | Ihre Chipkarte, bitte       |                 | 5 ottobre 2001    |                 |
| 5  | Mann über Bord              |                 | 12 ottobre 2001   |                 |
| 6  | Millimetersache             |                 | 19 ottobre 2001   |                 |
| 7  | Muntermacher                |                 | 26 ottobre 2001   |                 |
| 8  | Mallorca ruft Deekelsen     |                 | 2 novembre 2001   |                 |
| 9  | Hochstapler                 |                 | 9 novembre 2001   |                 |
| 10 | Rosenkriege                 |                 | 16 novembre 2001  |                 |
| 11 | Das blaue Handy             |                 | 23 novembre 2001  |                 |
| 12 | Ramona und Kai              |                 | 30 novembre 2001  |                 |
| 13 | Übers Jahr sehen wir weiter |                 | 7 dicembre 2001   |                 |